# Ліниві страви

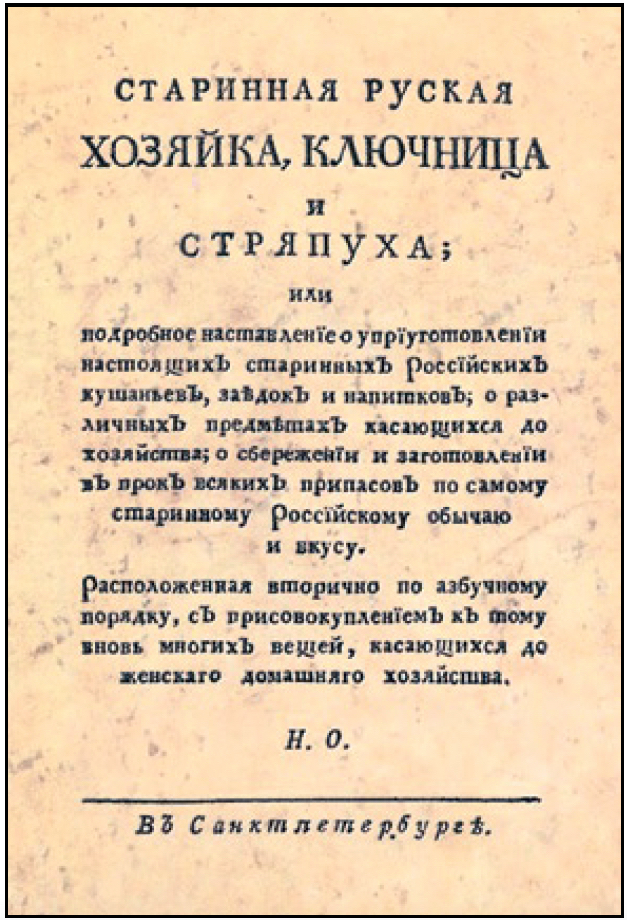
Титульний лист книги М. П. Осипова «Старовинна російська господиня, ключниця і куховарка; або докладне повчання про приготування справжніх старовинних російських наїдок, заїдок і напоїв ...» — СПб, 1790

Ліниві або ледачі — різні страви слов'янської кухні, які пов'язані між собою тим, що їхнє приготування спрощене (а тому більш швидке) в порівнянні з традиційними рецептами приготування аналогічних страв.
До таких страв відносяться: ліниві вареники (варена суміш сиру і тіста, готують приблизно за 20 хвилин), ліниві голубці (фарш і капуста, тушковані разом), ледачі щі (щі з молодої капусти, готуються швидше при готовому бульйоні — за 15 хвилин); фаршировані овочі тощо.

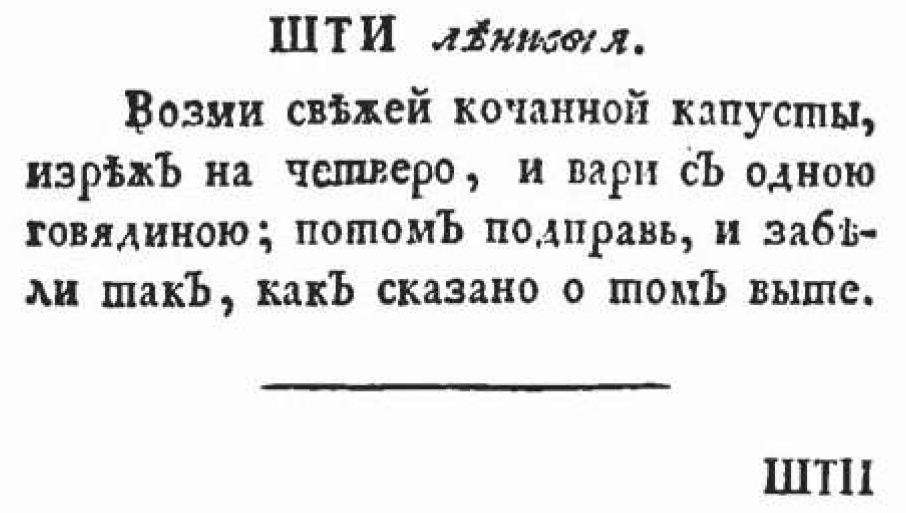
Рецепт «Штів» з книги М. П. Осипова

У селянському побуті суворо дотримувалися звичаїв приготування їжі. До будь-якого відступу від них ставилися насторожено, а спроби спростити приготування пояснювали лінощами. Тому і страви, приготовлені спрощеним способом, хоч і їли, але називали «лінивими».
М. П. Осипов у своїй книзі «Старовинна російська господиня, ключниця і куховарка; або докладне повчання про приготування справжніх старовинних російських наїдок, заїдок і напоїв ...» (1790) пропонував рецепт — «Шті ліниві». Їх готували з одного качана свіжої капусти, розрізаного на чотири частини, і варили тільки з яловичиною.
У 1889 році журнал «Етнографічний огляд» у статті «Їжа і питво селян — малоросів з деякими звичаями, повір'ями і прикметами», відносив страву «ліниві вареники» (лѣнивые вареники) до вживаних на Масницю.
У XXI сторіччя в «кулінарному» лексиконі з'явилися нові назви страв зі словом «лінивий». Серед них — «лінива піца», «ліниві пельмені», «ліниві хачапурі», «ліниві вареники з картоплею» тощо. Дослідники відзначають, що в кулінаронімах відбувається семантична зміна значення слова «лінивий» — з негативного на позитивне. Під «лінивим» мається на увазі страва, яка швидко готується («семантика негативної оцінки втрачається»).
У Лексикографічному бюлетню за 1952 рік поряд з лінивими голубцями зафіксовані ліниві плачінди «коржі з тіста, замішаного разом з сиром або капустою».